# العلاج الجيني للفصال العظمي
تخضع استراتيجيات التعديل الجيني للتدبير الطبي المُرتقب لداء الفصال العظمي (التهاب المفاصل التنكسي) إلى الأبحاث المبدئية لتحديد الآليات المرضية والعلاجات الممكنة لهذا المرض المزمن. بخلاف العلاجات الدوائية التي تُعطى جهازيًا،  يهدف العلاج الجيني إلى تركيب المنتجات الجينية بشكل مستدام وإعادة تأهيل الأنسجة المصابة في المفصل.

## النظرية
الجينات هي الوحدات الأساسية للوراثة، تنتقل من الآباء إلى الأبناء. وتحمل التعليمات اللازمة لتصنيع البروتينات. حين لا تنتج الجينات البروتينات الطبيعية بالطريقة الصحيحة، فقد يصاب الطفل باضطراب وراثي. العلاج الجيني هو طريقة على المستوى الجزيئي هدفها استبدال الجينات المعيبة أو الغائبة، أو إبطال أثر الجينات التي تعاني من فرط التعبير. تستخدم ثلاث تقنيات لهذا الغرض: العزل الجيني والتلاعب الجيني ونقل الجين إلى الخلايا المستهدفة. ينطوي الشكل الأكثر شيوعًا للعلاج الجيني على إدخال الجين الطبيعي ليستبدل الجينات غير الطبيعية. من الطرق الأخرى إصلاح الجينات الشاذة وتغيير مستوى تفعيل الجين أو إيقافه. يستخدم منهجان أساسيان لنقل الجينات إلى خلايا الأنسجة المستهدفة، النقل الجيني خارج الجسم الحي والنقل الجيني في الجسم الحي. يسمى العلاج الجيني الذي تُنقل فيه الجينات خارج جسم المريض بالعلاج الجيني خارج الجسم الحي. تعد هذه الطريقة في العلاج الجيني أعقد ولكنها أكثر أمانًا، لأنها تسمح باستكثار الخلايا المعدلة وإجراء الاختبارات عليها والتحكم فيها.

## أهمية وأسباب الفصال العظمي
الفصال العظمي هو المرض التنكسي في المفاصل الذي يعد السبب الرئيسي للألم والعجز في العالم الغربي. يتصف بالفقدان التدريجي للبنية الطبيعية ووظيفة الغضاريف المفصلية، وهي الأنسجة الملساء التي تغطي نهاية العظام المتحركة. لا يؤثر هذا المرض المزمن على الغضروف المفصلي وحسب، بل يشمل العظم تحت الغضروف والغشاء الزليلي والأنسجة حول المفصل وغيرها. يعاني المصابون بالفصال العظمي من الألم الشديد وتحدُّد الحركة. ينتج الفصال العظمي غالبًا عن الشيخوخة الطبيعية للمفصل بسبب التغيرات الكيميائية الحيوية في المادة الأساسية (المطرق) خارج الخلوية في الغضروف.
يحدث الفصال العظمي بسبب عوامل ميكانيكية كالرض المفصلي والحمل الميكانيكي الزائد المطبق على المفاصل أو عدم ثبات المفاصل. وبما أن تنكس الغضاريف ظاهرة غير عكوسة،  فهي غير قابلة للشفاء ومكلفة وتستجيب للعلاجات بشكل محدود. ونظرًا لانتشار هذا المرض، أصبح إصلاح وتجديد الغضروف المفصلي مجالًا واسعًا للبحث. يجذب العدد المتزايد من المرضى المصابين بالفصال العظمي وفعالية العلاجات الحالية المتدنية قدرًا كبيرًا من الاهتمام بالأساليب العلاجية الوراثية لمواجهة هذا المرض المزمن.

## الناقلات الجينية المستخدمة في الفصال العظمي
طُورت ناقلات جينية مختلفة لنقل الجينات العلاجية إلى الخلايا. يوجد نوعان واسعان من ناقلات الجينات: الناقلات الفيروسية التي تستخدم الفيروسات، والناقلات غير الفيروسية، كالبوليمرات والليبوزومات.

### الناقلات الفيروسية
أثبتت الناقلات الفيروسية أنها الأكثر نجاحًا في تعداء الخلايا (نقل العدوى إلى الخلايا) إذ تحتاج الفيروسات لإتمام دورات حياتها إلى نقل جيناتها إلى الخلايا المضيفة بكفاءة عالية. يصيب الفيروس الإنسان عبر إدخال جيناته مباشرة إلى خلاياه. قد يكون هذا مميتًا، ولكن يجب الاستفادة من هذه القدرة الطبيعية. والفكرة في إزالة جميع الجينات الخطرة في الفيروس وحقنه بالجينات البشرية السليمة، لتُدخل الفيروسات عناصر إيجابية إلى الخلايا المضيفة عند مهاجمتها وتكون بذلك مفيدة وغير ضارة. 
النواقل الفيروسية أكثر كفاءة بنسبة 40% في نقل الجينات، لكنها غير محبذة بالكامل في نقل الجينات في الجسم الحي بسبب تأثيراتها الضارة الأخرى. أولًا، تحفز الناقلات الفيروسية استجابة التهابية في الجسم ضدها، ما يمكن أن يسبب آثارًا جانبية طفيفة مثل الوذمة الخفيفة أو آثارًا خطيرة تؤدي إلى فشل أجهزة الجسم. وكذلك من الصعب التحكم بالعلاج الجيني المتكرر لأن استجابة النظام المناعي للفيروسات تتعزز في كل مرة. وأيضًا، قد تنتشر الفيروسات إلى أعضاء أخرى بعد حقنها ضمن المفصل وهذا عيب أساسي. مع ذلك، معظم المشاكل المرافقة لاستخدام الفيروسات في إدخال الجينات يمكن أن تحل باختيار طريقة إدخال الجينات خارج الجسم الحي. في العلاج الجيني للفصال العظمي، يسمح النقل الجيني خارج الجسم الحي بإدخال الجين إلى خلايا البطانة الزليلية للمفصل والخلايا الغضروفية وسليفة الغضروفية في الغضروف المفصلي.

### الناقلات غير الفيروسية
تشمل الأساليب غير الفيروسية تحميل الدنا (الحمض النووي) العلاجي في جزيئات ضخمة متنوعة بما فيها الشحوم الهابطية والليبوزومات والبوليمرات وعديدات الأمين والبولي إثيلينيمين والجسيمات النانوية. فوجين 6 والليبوزومات الهابطية المعدلة طريقتان مستخدمتان لإدخال الجينات إلى الخلايا الغضروفية دون استخدام الفيروسات. فوجين 6 ذو تركيبة شحمية غير ليبوزومية، أثبتت نجاحها في استهداف مجموعة متنوعة من الخطوط الخلوية. أظهرت الليبوزومات أنها الطريقة الملائمة لإدخال الجينات، ففيها تصنع  الليبوزومات الهابطية لتسهيل التفاعل مع الأغشية الخلوية والأحماض النووية. بخلاف الناقلات الفيروسية، الناقلات غير الفيروسية غير قادرة على اكتساب القدرة على التضاعف والتكرار. تملك القدرة على توصيل كمية كبيرة من الجينات العلاجية بشكل متكرر، ويسمح هذا الأمر بإنتاجها على نطاق واسع. الأهم من ذلك كله، هو أنها لا تثير ردود الفعل المناعية في الكائن المضيف. بالرغم من تلك المزايا، لم تحل الناقلات غير الفيروسية بعد محل الناقلات الفيروسية نظرًا لانخفاض كفاءتها نسبيًا والتعبير قصير الأمد عن الجينات المنقولة. 
مازالت الناقلات غير الفيروسية الجديدة الهادفة لإدخال الجينات العلاجية في الفصال العظمي بما فيها الناقلات البوليمرية قيد الدراسة.

## الخلايا المستهدفة في العلاج الجيني للفصال العظمي
الخلايا المستهدفة في العلاج هي خلايا غضروفية ذاتية وخلايا سليفة الغضروف وخلايا الجوف الزليلي وخلايا الأنسجة المجاورة كالعضلات والأوتار والأربطة والغضاريف الهلالية. يتحقق تحسين وظيفة الغضاريف وبنيتها عبر:
- تثبيط الالتهاب والسبل الاستقلابية الهدمية (التقويضية).
- تحفيز السبل الاستقلابية الابتنائية لإعادة بناء المادة الأساسية.
- تأخير شيخوخة الخلية.
- تفادي التشكل المرضي للنوابت العظمية.
- الوقاية من الموت الخلوي المبرمج، و/أو التأثير على هذه العملية. [11]

أثبتت المقاربات التي تستهدف عدة من هذه العمليات معًا نجاحها، كنقل مجموعة من مثبطات السبل الهدمية والسبل الابتنائية (IGF-I/IL-1RA)، ومفعلات السبل الابتنائية والعمليات التكاثرية (FGF-2/SOX9 أو FGF-2 / IGF-I).

## العيوب الجينية التي تسبب الفصال العظمي
ينتج الفصال العظمي بشكل كبير لسبب وراثي. أشكال الفصال العظمي الناتجة عن طفرة جينية واحدة لديها فرصة أفضل للشفاء باستخدام العلاج الجيني.
أظهرت الدراسات الوبائية أن المكون الجيني قد يكون عامل خطر هام في الفصال العظمي. من الجينات المشاركة في التغيرات الوراثية في الفصال العظمي جينات عامل النمو الشبيه بالأنسولين (IGF-1) وعامل النمو الورميβ وبروتين المطرق الغضروفي الأوليغوميري والبروتين التخلقي العظمي وغيرها من المورثات الابتنائية. يمكن أن تؤدي هذه العيوب المورثية إلى عيوب في البروتينات البنيوية كالكولاجين، أو تغيرات في الاستقلاب العظمي والغضروفي. نادرًا ما يكون الفصال العظمي اضطرابًا بسيطًا يتبع  الوراثة المندلية فهو غالبًا مرض متعدد العوامل.
في مجال العلاج الجيني للفصال العظمي، ركزت الأبحاث بشكل أكبر على نقل الجينات كوسيلة لتصنيع منتجات الجينات العلاجية، بدلًا من تصحيح العيوب الوراثية أو التعدد الشكلي. تأخذ الجينات التي تسهم في حماية واستعادة المادة الأساسية في الغضروف المفصلي القدر الأكبر من الاهتمام. تتلقى البروتينات التي تثبط تأثيرات الإنترلوكين-1 (IL-1) أو التي تعزز تخليق جزيئات المادة الأساسية الغضروفية القدر الأكبر من الدراسة.